# 42377 KLENOT
42377 KLENOT este un asteroid din centura principală de asteroizi.

## Descriere
42377 KLENOT este un asteroid din centura principală de asteroizi. A fost descoperit pe 8 martie 2002 la Observatorul Kleť, în cadrul proiectului KLENOT. Asteroidul prezintă o orbită caracterizată de o semiaxă mare de 2,40 ua, o excentricitate de 0,11 și o înclinație de 6,2° în raport cu ecliptica.